# GSG 9

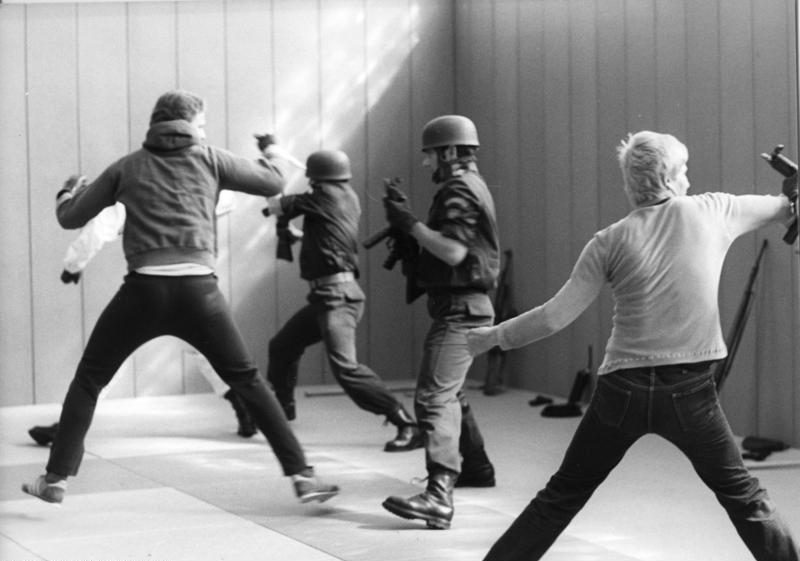
Członkowie GSG 9 w czasie szkolenia, 1978

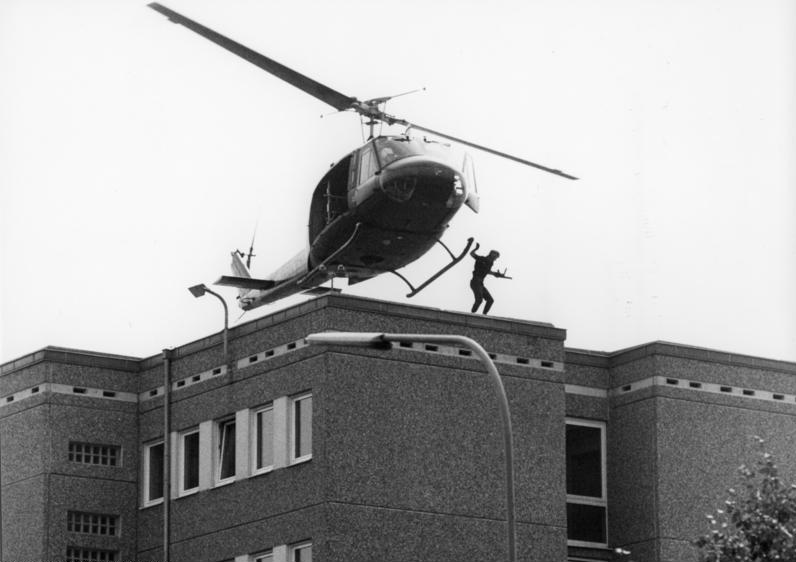
Członkowie GSG 9 w czasie szkolenia, 1978

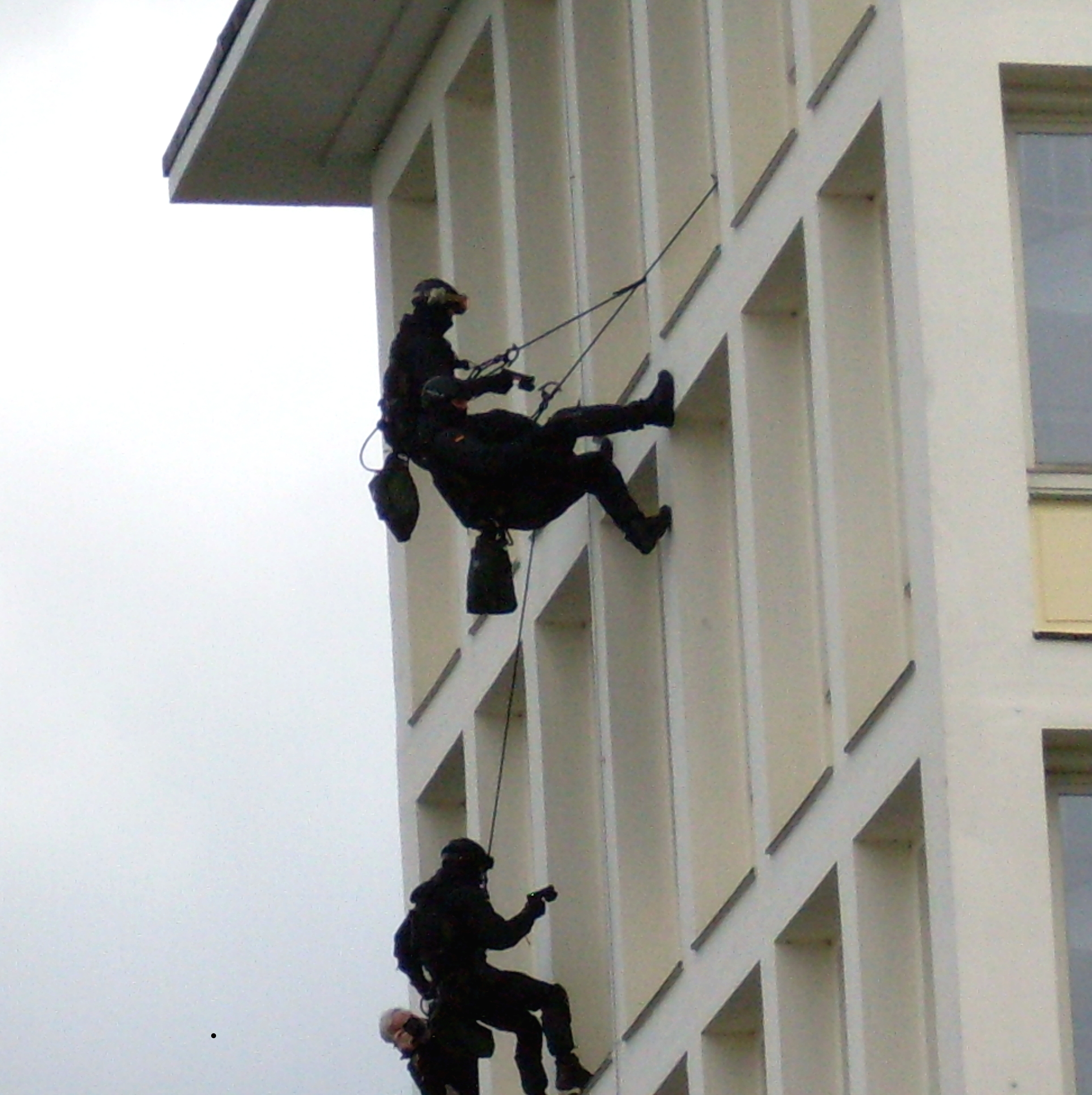
Członkowie GSG 9 w czasie szkolenia, 2010

GSG 9 der Bundespolizei – potocznie GSG 9 (do 2005 Grenzschutzgruppe 9, Zespół nr 9 Federalnej Straży Granicznej) – niemiecka jednostka antyterrorystyczna, uznawana za jedną z najlepszych na świecie, będąca wzorem dla odpowiedników z innych państw, utworzona po tragicznych wydarzeniach na IO w Monachium 1972 roku za zgodą ówczesnego federalnego ministra spraw wewnętrznych RFN Hansa-Dietricha Genschera.
GSG 9, jak i Bundespolizei podlega Bundesministerium des Innern. Siedziba GSG 9 znajduje się w miejscowości Sankt Augustin pod Bonn. Nakryciem głowy funkcjonariuszy jest zielony beret. GSG 9 jest komórką organizacyjną Bundespolizei.

## Zadania
GSG 9 jest używana do zwalczania terroryzmu, odbijania zakładników, eskortowania, zabezpieczania obszaru, neutralizacji wyznaczonych celów.

## Szkolenie
Proces selekcji składa się z trzech etapów. Mogą do niego przystąpić kandydaci z Bundespolizei lub Polizei po dwóch latach nienagannej służby. Najpierw odbywa się egzamin wstępny. Bada się poziom inteligencji, cechy psychiczne i sprawność fizyczną. Następnie odbywa się 13 miesięczny trening podstawowy polegający na doskonaleniu ogólnej sprawności fizycznej i umiejętności strzeleckich. Ostatnia faza szkolenia trwająca 9 miesięcy to już doskonalenie taktyki szturmowej, m.in. CQB i działanie zespołowe.

## Struktura
GSG 9 składa się z 3 podstawowych podgrup i kilku podgrup wspomagających:
- 1./GSG 9 – grupa do regularnych zadań na lądzie, do jej zadań należy odbijanie zakładników, ochrona obiektów i osób, neutralizacja i aresztowania osób szczególnie niebezpiecznych. W jej skład wchodzi ok. 100 osób.
- 2./GSG 9 – grupa do działań morskich, zajmuje się działalnością na akwenach, jak odbijanie porwanych statków, czy platform wiertniczych. Liczy ok. 100 osób.
- 3./GSG 9 – grupa do działań powietrznych; jej działania obejmują atak z powietrza, spadochroniarstwo i działania z helikopterów. Liczy ok. 50 osób.
- grupy wspomagające to minimum: jednostka techniczna, jednostka serwisowa, jednostka szkoleniowa.

## Niektóre akcje
- 1977 – Operacja „Magiczny Ogień” odbicie wszystkich 86 zakładników lotu Lufthansy 181 (Boeing 737) i zabicie 3 porywaczy na lotnisku w Mogadiszu – Somalia
- 1982-1993 – aresztowania członków Frakcji Czerwonej Armii
- 1994 – uwolnienie zakładników w Kassel
- 2000 – pomoc w uwolnieniu zakładników na Filipinach
- 2001 – pomoc w uwolnieniu 4 niemieckich turystów w Egipcie
- 2001-2002 – aresztowania terrorystów powiązanych z zamachami z 11 września
- 2003-2004 – działania w Iraku (ochrona ambasady w Bagdadzie)

## Uzbrojenie
Najczęściej używaną bronią jest:
- HK MP5 – pistolet maszynowy
- HK PSG1 – karabin wyborowy
- Glock 17 – pistolet
- SG 550 – karabin szturmowy